# Fullmakt
Fullmakt innebär rätt att företräda annan. 
Den som lämnar fullmakt kallas fullmaktsgivare eller huvudman. Den som får fullmakt kallas som regel fullmaktstagare, fullmäktig eller ombud. Inom diplomatin betecknas den som får fullmakt i stället plenipotentiär eller befullmäktigad. 
Rätten kan vara begränsad på olika sätt till exempel till visst område, till visst ärende eller till viss tid. Om fullmakten inte är tidsbegränsad gäller den tills den återkallas. Centralt på avtalsrättens område rörande fullmakt är när den är giltig gentemot uppdragsgivaren, dvs när det uppstår en (upplevd) diskrepans av vad som fullmäktigen inhandlar, och när sådan klagan leder till hävning.

## Fullmaktens verkan
De rättshandlingar som fullmaktstagaren företar blir bindande för huvudmannen, med vissa undantag. Rättshandlingen gäller inte om fullmaktstagaren går utanför de gränser som anges i fullmakten (den så kallade behörigheten). I vissa fall gäller inte heller rättshandlingen om fullmaktstagaren håller sig inom fullmaktens gränser men bryter mot anvisningar från huvudmannen (den så kallade befogenheten). Ett exempel på när brott mot befogenheten gör avtalet ogiltigt är om någon fått fullmakt att köpa något till ett visst pris, köper föremålet till ett avsevärt högre pris och säljaren vet om att priset är högre än vad huvudmannen medgett.
Fullmäktig som uppger sig ha fullmakt för annan men inte kan styrka detta blir skadeståndsskyldig mot godtroende tredje man.
Om fullmaktsgivaren avlider gäller ändå fullmakten om inget speciellt talar för att den skulle vara förfallen.

## Ställningsfullmakt
En särskild typ av fullmakt är ställningsfullmakten vilket är en fullmakt som automatiskt följer med en viss befattning eller ställning. En inköpare i ett företag anses till exempel ha rätt att förhandla om priser och att avtala om köp för företagets räkning, även om det inte finns någon skriftlig fullmakt. På samma sätt har en chefstjänsteman i en bank rätt att besluta om lån och företa andra rättshandlingar för banken utan att chefstjänstemannen har en skriftlig fullmakt. En ställningsfullmakt återkallas genom att fullmaktstagaren skiljs från sin befattning.

## Intressebevakningsfullmakt
En intressebevakningsfullmakt är i bland annat Finland och flera anglosaxiska länder en fullmakt som skall träda i kraft, då fullmaktsgivaren förlorar förmågan att sköta sina angelägenheter på grund av sjukdom, störningar i de psykiska funktionerna, försvagat hälsotillstånd eller av någon annan motsvarande orsak. Fullmäktigen skall vid fullgörande av uppdrag för fullmaktsgivarens räkning samvetsgrant bevaka fullmaktsgivarens rättigheter och främja hans eller hennes bästa. En intressebevakningsfullmakt kan begränsas till att gälla en viss rättshandling, ett visst ärende eller viss egendom eller begränsas så att vissa ärenden kräver tillstånd enligt lagen om förmyndarverksamhet. Fullmaktsgivaren skall i allmänhet höras i viktigare frågor om fullmaktsgivaren kan antas förstå vad det handlar om. Fullmakten gäller aldrig vissa rättshandlingar av privat natur, såsom adoption.

## Anhörigas behörighet
I Sverige är rättsläget osäkert om huruvida en fullmakt fortfarande är giltig efter att utfärdaren har tappat sin förmåga. Från juli 2017 finns därför ett par nya instrument tillgängliga. För det första kan en person utfärda en framtidsfullmakt som kan träda i kraft den dagen denne inte längre anses kunna ta tillvara sina egna intressen. För det andra kan anhöriga med stöd av föräldrabalkens sjuttonde kapitel tillvarata sin släktings intressen. Anhörigbehörigheten får tas i bruk i viss turordning enligt följande:
- make, registrerad partner och sambo
- barn
- barnbarn
- syskon, inklusive halvsyskon
- syskonbarn

Flera anhöriga kan dela på uppgiften och företräder då den enskilde gemensamt. Anhöriga är inte skyldiga att träda in. En behörig kan avböja utan att behöva ange skäl för detta. Behörigheten går då vidare till någon som står längre ner i ovanstående turordning. Någon som själv står under ställföreträdskap, såsom en god man, förvaltare eller framtidsfullmaktsinnehavare eller annars är oförmögen kan inte bli behörig. De anhöriga har en viss dokumentationsskyldighet. Det finns dock inget formellt krav på hur en sådan dokumentation ska se ut.

## Rättslig handlingsförmåga
Den som är försatt i konkurs och som därmed har begränsad rättslig handlingsförmåga vad avser egen egendom har ändå rätt att med stöd av fullmakt företräda annan. Däremot är den som har förvaltare enligt 11 kap 7 § föräldrabalken inte behörig att företräda annan.